# Овдянське
Овдя́нське —село в Україні, у Лебединській міській громаді Сумського району Сумської області. Населення становить 6 осіб. До 2020 орган місцевого самоврядування — Бишкінська сільська рада.

## Географія
Село Овдянське знаходиться за 3 км від лівого берега річки Ревки. На відстані 2 км розташовані села Ревки і Північне. По селу протікає пересихаючий струмок з загатою. Поруч проходить залізниця, станція Рябушки за 2 км.

## Історія
За даними на 1864 рік на власницькому хуторі Лебединського повіту Харківської губернії мешкало 115 осіб (58 чоловічої статі та 57 — жіночої), налічувалось 9 дворових господарств.
12 червня 2020 року, відповідно до Розпорядження Кабінету Міністрів України № 723-р «Про визначення адміністративних центрів та затвердження територій територіальних громад Сумської області» увійшло до складу Лебединської міської громади.
19 липня 2020 року, після ліквідації Лебединського району, село увійшло до Сумського району.

## Відомі люди
- Глобін Микола Іванович (1920–1989) — радянський льотчик. Герой Радянського Союзу.